# O Salnés
O Salnés és una comarca de Galícia situada a la província de Pontevedra. A l'estiu rep molts turistes gràcies a les seves platges entre les quals destaquen les d'A Illa de Arousa i Sanxenxo, i en menor importància O Grove encara que l'illa d'A Toxa i la platja d'A Lanzada són dos enclavaments que han de ser visitats.

## Geografia
Limita amb la ria d'Arousa a l'oest i amb la comarca de Pontevedra i la comarca de Caldas a l'est. Té cims que superen els 600 metres en el mont Castrove i en el mont Xiabre, els 298 metres del Lobeira i la resta del territori és l'anomenada Vall d'O Salnés. A l'Illa d'Arousa la màxima altitud és de 68 metres però amb vista de tota la ria.

### Clima
El clima en la comarca és atlàntic però amb estius més semblants al mediterrani. A l'hivern la temperatura mitjana ronda els 10 °C i a l'estiu 21,5 °C amb màximes a l'estiu de 40 °C i mínimes a l'hivern de menys de 0° i que alguns dies es baixa a 7º o 8º solament. Les nevades no són molt freqüents, ja que l'última que va cobrir tota la comarca fou el 1984. Si bé cau alguna nevada en les cotes més altes com el Xiabre fa pocs anys i en el Castrove tampoc fa molt.

## Municipis
- Cambados
- O Grove
- A Illa de Arousa
- Meaño
- Meis
- Ribadumia
- Sanxenxo
- Vilagarcía de Arousa
- Vilanova de Arousa